# پتروشیمی امیرکبیر
مجتمع پتروشیمی امیرکبیر در بندرامام درجنوب ایران در منطقه ویژه اقتصادی پتروشیمی و در شمال غربی مجتمع پتروشیمی بندرامام در زمینی به مساحت ۵۵ هکتار واقع شده‌است. اجرای طرح پتروشیمی امیرکبیر در سال ۱۳۷۷ بود که در بهار ۱۳۸۴ به صورت رسمی افتتاح شد. 

## تاریخچه
پتروشیمی امیرکبیر (سهامی عام) که زیرمجموعه شرکت ملی صنایع پتروشیمی ایران است با ظرفیت اسمی یک میلیون و ۸۰۰ هزار تن در سال بدون احتساب سوخت گازی، میزان یک میلیون و ۱۰۶ تن تولیدات قابل فروش داشته‌است. یکی از شرکت‌های تولیدی پتروشیمی در منطقه ویژه اقتصادی پتروشیمی در ماهشهر است که در سال ۱۳۷۷ تاسیس شد و در سال ۸۱ واحد پلی اتیلن سنگین به ظرفیت هزار تن در سال را بهره برداری کرد.

## موقعیت جغرافیایی
مجتمع پتروشیمی امیرکبیر در بندرامام درجنوب منطقه ویژه اقتصادی پتروشیمی و در سایت ۴ حدوداً شمال غربی مجتمع پتروشیمی بندرامام؛در زمینی به مساحت ۵۵ هکتار واقع است.

## محصولات
شرکت امیر کبیر محصولاتی ازجمله انواعِ پلی‌اتیلن سبک، سنگین و سبکِ خطی را تولید می‌کند. پتروشیمی امیرکبیر را به عنوان تولیدکننده متنوع‌ترین محصولات پلی‌اتیلنی در ایران می‌دانند.

## واحدهای تولیدی

#### واحد الفین
این واحد از خرداد ماه سال ۱۳۸۴ بطور رسمی به بهره‌برداری رسیده و تولید خود را شروع کرد. واحد الفین برای تولید سالانه ۵۲۰ هزار تن گاز اتیلن و ۱۵۴ هزار تن پروپیلن طراحی شده‌است.

#### پلی‌اتیلن سنگین (HD)
واحد پلی‌اتیلن سنگین اولین واحدی است که درپتروشیمی امیرکبیر و منطقه ویژه اقتصادی پتروشیمی در سال ۱۳۸۱ راه اندازی شد. ظرفیت تولید واحد HD پلی اتیلن سنگین ۱۴۰ هزار تن و محصولات تولیدی این واحد حدود ۱۸ گرید مختلف را در برمی‌گیرد که عبارتند از: EX1, CRP100N , CRP100B, EX2، EX3، EX4، EX5، BL2، BL3، BL4، BL5، BL6، BL7، BL8، I1، I2، I3 و I4. واحد پلی‌اتیلن سنگین از ۹ بخش تشکیل می‌شود. بخشهای ۱۰۰ الی ۴۰۰ تحت عنوان بخشهای پلیمری و بخشهای ۵۰۰ الی ۷۰۰ بعنوان بخش دانه‌بندی شناخته می‌شوند. این واحد بطور اختصاصی دارای گواهینامه PE100 برای محصول پلی‌اتیلن سنگین از Bodycot و همچنین Food Grade Contact نیز است.
پلی اتیلن سبک (LD)
واحد LD تحت لیسانس شرکت Lyondellbasell، با همکاری شرکت‌های Daelim  کره جنوبی، Simon Carves انگلستان و Namvaran ایران، اجرایی و در بهمن ماه سال ۱۳۸۹ به بهره‌برداری رسید. تولید محصول به روش پلیمریزاسیون زنجیره‌ای رادیکال آزاد در راکتور Tubular است. ظرفیت طراحی این واحد ۳۰۰٬۰۰۰ تن درسال است.
پلی اتیلن سبک خطی (LLD)
این واحد شهریور سال ۱۳۸۴ راه اندازی شد. خوراک‌های مصرفی این واحد شامل اتیلن و هیدروژن از واحد الفین، بوتن-۱ از واحد B1 است. این واحد بر اساس متد INOVENN G و لایسنس شرکت BP که بعدها به INEOSS تغییر نام داد ساخته شده‌است. این واحد برای ۳۲٫۵ تن بر ساعت برای ۸۰۰۰ ساعت کاری به مقدار ۲۶۰۰۰۰ در سال گرید LL0209 طراحی شده‌است.
بوتادین (BD)
این واحد در سال ۱۳۸۴ به بهره برداری رسید و لایسنس آن شرکت BASF آلمان است. این واحد برای تولید ۵۰ هزارتن بوتادین طراحی شده که خوراک آن نیز C4 CUT است که از واحد الفین به این واحد وارد می‌شود و مقدار آن نیز ۱۰۵ هزار تن است که در این واحد BD آن جدا می‌شود. این ماده، مادهٔ اصلی لاستیک‌های مصنوعی ABS , PBR و SBR است که برای تولید لاستیک خودرو و هر لاستیکی از این ماده اولیه استفاده می‌شود.
بوتن۱ (B1)
این واحد در سال ۱۳۸۳ به بهره‌برداری رسید و هدف آن تولید بوتن ۱ هست که به عنوان کومونومر یا مونومرهای کمکی در واحدهای پلی اتیلنی مثل پلی‌اتیلن سبک خطی و پلی‌اتیلن سنگین استفاده می‌شود که برای تنظیم دانسیته آن پلیمرها از بوتن وان استفاده می‌شود. خوراکِ این واحد، اتیلن است که از واحد الفین تامین می‌شود.
ظرفیت اسمی این واحد ۲۰ هزار تن است و ۲۰ هزار تن هم تولید می‌شود و محصول جانبی آن C6 و C6 PLUS (ترکیبات هگزن دار) است که به واحد الفین برگشت داده می‌شود و در واحد بنزین واحد الفین استفاده می‌شود. لایسنس واحد B1 هم شرکت اکسنس فرانسه که شاخه‌ای از IFP است. این واحد علاوه براینکه از استانداردهای سیستم‌های مدیریتی دیگر شرکت پتروشیمی امیرکبیر برخوردار است بطور اختصاصی دارای گواهینامه REACH از شرکت CHEM SERVICE مطابق استانداردهای اروپا برای محصول بوتن۱ است.

## سهامداران
۱۰ شرکت عمده، ترکیب سهامدارانِ پتروشیمی امیرکبیر را تشکیل می‌دهند. شرکت توسعه سرمایه رفاه با ۵۱درصد، شرکت سرمایه گذاری سازمان بازنشستگی کشوری با ۱۳ درصد، شرکت صنعتی نوید زرشیمی با ۲۰ درصد و شرکت صادرفر با ۹ درصد بیشترین سهام را از بین ۱۰ شرکتِ سهامدار دارند.

## هیئت مدیره
هیئت مدیره شرکت پتروشیمی امیرکبیر شامل پنج عضو هستند. یک کرسی در حال حاضر فاقد عضو، رئیس هیئت مدیره، عظیمه زیلایی، نائب رئیس هیئت مدیره، سعید صادقی، عضو هیئت مدیره، محسن خدائیان چگنی، عضو هیئت مدیره و سید حمید نقوی اعضای هیئت مدیره این شرکت را تشکیل می‌دهند.

## مسئولیت‌های اجتماعی
ساخت ۲۰ واحد مسکونی برای مددجویان کمیته امداد با مشارکت کمیته امداد امام خمینی (ره) بندرماهشهر، تأمین غذای روزانه مرکز نگهداری از کودکان معلول شهرستان بندر ماهشهر تحت نظر سازمان بهزیستی، عملیات اجرایی احداث دبیرستان دخترانه ۱۲ کلاسه در فاز هفت شهرستان بندر ماهشهر،   ۱۰۰ دستگاه کولر گازی و ۵۰ دستگاه یخچال میان خانواده‌های زیر پوشش این نهاد در بندر ماهشهر توزیع شد که ازجمله اقدامات این شرکت در راستای مسئولیت‌های اجتماعی است.

## خط مشی انرژی
این شرکت سیاست‌های حوزه انرژی را در شش بخش به عنوان مجموعه اهداف در خط مشی انرژی معرفی کرده است.
- تلاش برای افزایش بازده مصارف انرژی و کاهش اتلاف آن در سطح شرکت
- استفاده بهینه از منابع انرژی فسیلی و بهره‌گیری از انرژی‌های تجدید پذیر در راستای حفظ و نگهداشت محیط زیست
- شناخت و اجرای فرصتهای بهبود انرژی در راستای دستیابی به اهداف مدیریت انرژی شرکت
- پایش و اندازه گیری شاخص‌های عملکرد انرژی و بهبود مستمر کارآیی انرژی در سطح شرکت
- آموزش افراد تاثیر گذار در زمینه کنترل جنبه‌های انرژی و افزایش سطح آگاهی کارکنان نسبت به مدیریت انرژی
- شناسایی قوانین و الزامات مرتبط با مدیریت انرژی در حوزه ملی، منطقه‌ای و بین المللی و رعایت آنها در سطح شرکت[۱۶]

## ماموریت
این شرکت به عنوان تولیدکننده محصولات و مواد اولیه پلی‌الفینی با هدف ایجاد ارزش افزوده با ورود به صنایع پایین دستی در بازارهای داخلی ایران و بین المللی و در این مسیر به ارتقای سطح رضایت مندی ذی نفعان ازطریق سودآوری پایدار، مدیریت بهینه منابع، توسعه سطح کیفی محصولات و خدمات، بهبود کیفیت زندگی، رعایت الزامات ایمنی، بهداشت و محیط زیست ازجمله ماموریت‌های این شرکت معرفی شده است.